# P'tit Belliveau
Pour les articles homonymes, voir Belliveau et Guimond.
P'tit Belliveau, de son vrai nom Jonah Richard Guimond est un musicien acadien originaire de la Baie Sainte-Marie en Nouvelle-Écosse. Finaliste à l'édition 2019 des Francouvertes, l'artiste explose en popularité à la suite de la parution de sa chanson Income Tax au printemps 2020.
Ses premiers albums, Greatest Hits Vol.1 et Un homme et son piano, ont fait partie de la longue liste du Prix Polaris en 2020 et 2022, respectivement,.
Au printemps 2023, l'artiste québécois FouKi fait paraître le titre Saint-Han Quinzou en collaboration avec Belliveau. Les deux artistes joueront la pièce à plusieurs reprises, notamment lors de la fête nationale du Québec de Montréal en juin 2023.

## Biographie
Né le 8 novembre 1995 à Fort Frances en Ontario, Guimond déménage en bas âge dans la municipalité francophone de Clare en Nouvelle-Écosse d'où sa mère est originaire.
À l'adolescence, il se passionne déjà pour la création musicale. Influencé par le groupe hip-hop Radio Radio, dont plusieurs membres sont originaires de la Baie Sainte-Marie tout comme lui, il développe un intérêt pour la musique électronique.
Avec la collaboration de Tide School, Guimond publiera ses premières créations musicale sous le pseudonyme de JonahMeltWave, entre autres sur YouTube et SoundCloud.
Avant de vivre pleinement de sa musique, Guimond travaillait dans le domaine de la construction dans la région de Moncton au Nouveau-Brunswick.
Le nom P'tit Belliveau est un hommage à son grand-père, Julien Belliveau. Selon ses dires, si son grand-père se trouvait à être le « Grand Belliveau », lui, par la force des choses, serait donc le « petit ».
Après quelques années passées à Dartmouth et Moncton, Guimond retourne vivre dans sa Baie Sainte-Marie natale en 2020, durant la pandémie de Covid-19. Il y réside depuis et y produit sa musique dans son studio personnel.
En 2023, P'tit Belliveau annonce la fin de son partenariat avec Bonsound. Dorénavant, l'artiste se produira de façon 100% indépendante et en « mode gobelin » selon ses dires. Il annonce également en 2023 qu'il prévoit sortir un nouvel album en 2024. Le 24 avril 2024, il lance l'album P'tit Belliveau.

## Discographie

### Single
- 2024, Summertime (single)

## Prix et nominations

### Prix
- 2020 Félix - Réalisation de disque de l'année - ADISQ[12]
- 2021 Album / EP Hors-Québec - GAMIQ[13]

### Nominations
- 2020 Album de l'année - alternatif, Révélation de l'année, Prise de son et mixage de l'année - ADISQ[14]
- 2022 Prix de l'Acadie - Nova Scotia Music Awards
- 2022 Album de l'année - alternatif - ADISQ[15]
- 2024 Album de l'année - alternatif - ADISQ[16]